# ボルネオアカニシキヘビ
ボルネオアカニシキヘビ（Python breitensteini）は、爬虫綱有鱗目ニシキヘビ科ニシキヘビ属に分類されるヘビ。別名イエローブラッドパイソン。

## 分布
インドネシア（ボルネオ島）、マレーシア（ボルネオ島）

## 形態
最大全長200cm。体色は褐色や暗褐色で、黄色い斑紋が入る。体形は太短い。腹面の鱗（腹板）の数は160枚強。尾は短く、英名（short-tailed）の由来になっている。
頭部は大型ではないものの首が細いため目立つ。眼上板は1枚。眼上板は1枚。眼と上唇にある鱗（上唇板）の間には鱗（眼下板）があり、上唇板と眼と接しない。一番前の頭頂板が中央で接する。

## 生態
沼地や湿地に生息し、水にもよく潜る。
食性は動物食で、主に小型哺乳類を食べる。
繁殖形態は卵生。メスは卵の周りにとぐろを巻いて、卵を保護する。

## 人間との関係
生息地では食用として食べられることもある。皮は革製品として利用される。
ペットとして飼育されることもあり、日本にも輸入されている。野生個体の流通が多いが、近年は繁殖個体も流通する。繁殖個体ではいくらか慣れる個体もいるが、性格は基本的に荒い。また乾燥に非常に弱く、保湿力に優れた床材や全身が浸かる事のできる大型のケージが飼育には必要になる。